# MySims
MySims™ é um "spinoff" da série de jogos The Sims, criado pela EA Games, primeiramente exclusivo para o Nintendo® Wii e o Nintendo® DS. Porém, a EA Games anunciou em 7 de Julho de 2008 o MySims™ para PC em Outubro, um mês depois do lançamento do Spore. O estilo do jogo se diferencia do restante dos jogos lançados da série. Nesta versão, o jogo foi desenvolvido em um estilo e jogabilidade bastante simples, atingindo mais o público infantil, mas que, apesar disso, conseguiu manter as personalidades cômicas e algumas vezes bizarras tão características da série principal.

## Sequências

### MySims™
É o primeiro jogo da série "My Sims™", produzido para Wii, Nintendo® DS e PC, desenvolvido pela EA Redwood Shores e publicado pela Electronic Arts. O jogador chega a uma cidade em ruínas, que tem de levar à sua antiga glória. Para isso, tem de convidar novos sims para a cidade e contruir-lhes casas e mobília usando essências.

### MySims™ Kingdom
É o segundo jogo da série "MySims™" que engloba contos de fadas com temática medieval e ao mesmo tempo envolve o mundo moderno. Foi lançado no final de 2008.

### MySims™ Party
É o terceiro jogo da série "MySims™", onde você deve jogar vários "mini-games" organizados em festivais por Mc Emi, semelhante ao jogo "Mario Party" da série "Mario Bros.".

### MySims™ Racing
É o quarto jogo da série, onde se tem a possibilidade de dirigir carros de corridas, muito parecido com o "vídeo-game" da série "Mario Bros.", "Mario Kart".

### MySims™ Agents
É o quinto jogo da série, onde você é um agente secreto.

### MySims™ SkyHeroes
É o sexto jogo da série, onde você deve combater o exército de Morcubus e interromper seus planos através das batalhas nos céus.